# César Gelabert
César Gelabert Piña (Palencia, 31 de octubre de 2000) es un futbolista español que juega de centrocampista en el Real Sporting de Gijón de la Segunda División de España.
Es hijo del exfutbolista Juanmi Gelabert.

## Trayectoria
Criado en Alicante desde los seis años, comenzó su formación en las canteras del Albufereta, Faro Costa Blanca y Hércules C. F., hasta que llegó a la del Real Madrid C. F. en 2015. Llegó a formar parte del Real Madrid Castilla C. F., en el que jugó durante dos temporadas en Segunda División B y disputó la promoción de ascenso a Segunda División.
El 5 de agosto de 2021 se comprometió con el C. D. Mirandés por dos temporadas. En ese tiempo disputó 44 partidos en los que anotó dos goles.
El 6 de junio de 2023 firmó por el Toulouse F. C. de Francia con el que iba a poder disputar la Liga Europa de la UEFA. Allí estuvo una campaña y el 21 de agosto de 2024 regresó a España tras ser cedido al Real Sporting de Gijón. Durante la temporada participó en cuarenta encuentros, en los que marcó seis goles y dio dos asistencias, y el 30 de junio de 2025 se ejecutó la opción de compra para continuar en el equipo hasta 2028.

## Internacional
Ha sido internacional sub-17 con España y formó parte del equipo que ganó el Campeonato Europeo Sub-17 de la UEFA 2017.

## Clubes
| Club                            | País    | Año       |
| ------------------------------- | ------- | --------- |
| Real Madrid Castilla C. F.      | España  | 2019-2021 |
| C. D. Mirandés                  | España  | 2021-2023 |
| Toulouse F. C.                  | Francia | 2023-2025 |
| Real Sporting de Gijón (cedido) | España  | 2024-2025 |
| Real Sporting de Gijón          | España  | 2025-     |

## Palmarés

### Títulos internacionales
| Título                                 | Selección     | País    | Año  |
| -------------------------------------- | ------------- | ------- | ---- |
| Campeonato de Europa Sub-17 de la UEFA | España sub-17 | Croacia | 2017 |